# Con mi mujer no puedo
Con mi mujer no puedo  es una película de Argentina filmada en Eastmancolor dirigida por Enrique Dawi según su propio guion escrito en colaboración con José Dominiani que se estrenó el 13 de julio de 1978 y que tuvo como actores principales a Guillermo Bredeston, Leonor Benedetto, Javier Portales, Julio de Grazia, Mariquita Gallegos, Thelma Stefani y Moria Casán.

## Sinopsis
Una mujer utiliza sus encantos ocultos para tratar de seducir nuevamente a su marido, un abogado mujeriego.

## Reparto
- Guillermo Bredeston
- Leonor Benedetto
- Javier Portales
- Julio De Grazia
- Mariquita Gallegos
- Thelma Stefani
- Moria Casán
- Patricia Dal
- Adriana Parets
- Pata Villanueva
- Pepita Muñoz
- Golde Flami
- Alberto Irízar
- Pablo Palitos
- Carmen Barbieri
- Miguel Jordán
- Marilu Smith
- Isidro Fernán Valdez
- Ago Franzetti
- Adriana Forte
- Graciela Butaro
- Raúl Ricutti
- Raul Florido
- Juan C. Torres
- Liana Lagos
- Enzo Bai
- Lelio Lesser
- Cristina Arizaga
- Olga Matano
- Mirta Del Valle

## Comentarios
La Prensa escribió:

«Tono festivo de vodevil no muy brillante aunque con lujosos elementos de presentación.»

La Nación opinó:

«Habrá alguien que pueda vivir verdaderamente en  ambientes tan cursis y feos como los que tienen que habitar, por ejemplo, los discretos Bredeston y Benedetto, que tienen un aljibe en la sala?.»

Manrupe y Portela escriben:

«En ambientes de mal gusto y entre mujeres en bikini, Dawi construye una comedia de enredos muy cercana a la revista.»